# Prescriptions alimentaires islamiques
La jurisprudence islamique spécifie quels aliments sont halāl (حَلَال « licite ») et harām (حَرَامْ « illicite »). Ceci est dérivé des commandements trouvés dans le Coran, le livre sacré de l'Islam, ainsi que dans les hadîths et la Sunna, des corpus de textes plus tardifs rapportant ce que le prophète Mahomet aurait dit ou fait au cours de sa vie. Des extensions de ces décisions sont publiées sous forme de fatwas par les mujtahids, avec différents degrés de sévérité, mais elles ne sont pas toujours considérées comme faisant autorité.
Selon le Coran, les seuls aliments explicitement interdits sont la viande d'animaux qui meurent d'eux-mêmes, le sang, la viande de porc et toute nourriture dédiée à l'adoration d'un autre que Dieu, c'est-à-dire pour laquelle on a invoqué le nom d'un autre que celui d'Allah. Les boissons alcoolisées sont aussi interdites.
Cependant, une personne ne serait pas coupable de péché dans une situation où l'absence de toute alternative crée une nécessité non désirée de consommer ce qui est par ailleurs illégal. (Coran 2: 173) Telle est la « loi de nécessité » de la jurisprudence islamique : « Ce qui est nécessaire rend l'interdit permis ».

## Préparation des aliments
Dhabīḥah (ذَبِيْحَة) est une méthode prescrite d'abattage rituel d'animaux. Cela ne s'applique pas à la plupart des animaux aquatiques. L'animal doit être abattu en mentionnant le nom de Dieu (Allah en arabe). Selon certaines fatwas, l'animal doit être abattu spécifiquement par un musulman ; cependant, d'autres fatwas l'ont contesté, estimant que, selon le verset 5:5 du Coran,  un animal correctement abattu par les Gens du Livre (juifs et chrétiens) est halal (mais ces fatwas sont erronées car ce verset est annulé par la sourate 9, voir la section « ordre des sourates » de « Coran » et l'article « Mansukh » consacré aux notions de « verset abrogé » et de « verset abrogatif »). L'animal abattu doit être tué rapidement avec une lame aiguisée.
Il ne faut pas faire souffrir l'animal (la lame doit trancher d'un coup), et celui-ci ne doit ni voir la lame, ni voir, ni sentir le sang d'un précédent sacrifice.[pas clair] La logique principale donnée par les clercs islamiques est la signification de la vie. De nombreux religieux prétendent que la vie donnée par Dieu n'est pas un don insignifiant. Par conséquent, aucune entité autre que Dieu n'a le droit de retirer ce précieux cadeau et en mentionnant le nom de Dieu, l'un implique le commandement de Dieu. [réf. nécessaire]
Les animaux destinés à l'alimentation ne peuvent être tués ni bouillis ni électrocutés, et la carcasse doit être suspendue à l'envers suffisamment longtemps pour ne pas avoir de sang. Tout jeu aquatique est considéré comme halal (bien que le madhhab hanafi diffère sur ce point) : « La chasse en mer vous est permise, et aussi d'en manger, pour votre jouissance et celle des voyageurs. Et vous est illicite la chasse à terre tant que vous êtes en état d'Ihram. Et craignez Allah vers qui vous serez rassemblés. » (Coran 5:96)

## Nourriture interdite
Une variété de substances est considérée comme illégale (haram) pour la consommation humaine et, par conséquent, interdite selon divers versets coraniques : 
- Intoxicants et boissons alcoolisées[2] ;
- Charognes (carcasses d'animaux morts qui n'ont pas été tués par des hommes ou des animaux domestiques formés à cette fin, comme des chiens ou des faucons)[3] ;
- Sang[4] ;
- Porc[3] ;
- Toute nourriture dédiée de façon blasphématoire à un autre Dieu[3],[4] ;
- Un animal qui a été étranglé, battu (à mort), tué par une chute, ou sauvé par une bête de proie[4] .

Les versets coraniques contenant des informations sur les aliments halal comprennent : 2:173, 5:5 et 6:118-119 et 121.

### Substances enivrantes
Dans l'islam, la consommation de substances enivrantes (« khamr », en particulier les boissons alcoolisées) est généralement[pas clair] interdite dans le Coran par le biais de plusieurs versets distincts[Lesquels ?] révélés à différents moments au cours d'une période donnée.
Au début[Quand ?], il était interdit aux musulmans d'assister à des prières en état d'ébriété. De plus, la plupart des musulmans observateurs s'abstiennent de consommer des produits alimentaires contenant de l'extrait de vanille pure ou de la sauce de soja, ces produits pouvant contenir de l'alcool. Certains se demandent si l'interdiction s'étend aux plats dans lesquels l'alcool se serait dissipé à la cuisson, ou si elle s'étend aux cas où il serait pratiquement impossible de consommer suffisamment d'aliments pour s'enivrer,.
Les substances qui sont enivrantes ne sont pas interdites en tant que telles, bien que leur consommation le soit. Par exemple, l'alcool peut être utilisé comme désinfectant, ou pour le nettoyage, mais pas comme boisson.
Les musulmans alévites de Turquie autorisent l'alcool, contrairement à de nombreuses autres confessions. Les musulmans ismaéliens sont également connus pour décourager, plutôt que d'interdire, l'alcool. Les sectes zaidites et mutazilites estiment que l'usage de l'alcool a toujours été interdit et interprètent la sourate 4 « An-Nisa » du Coran comme visant l'impression de somnoler ou de ne pas être éveillé (verset 4:43 : « Croyants ! Ne vous approchez pas de la Prière alors que vous êtes en état d'ivresse, jusqu'à ce que vous sachiez ce que vous dites »).

### Boissons non alcoolisées et peu alcoolisées
Une fatwa publiée en novembre 2015 autorisait la consommation de boissons à faible teneur en alcool et de boissons non alcoolisées à condition que la boisson contienne une quantité de 0,5 % ou équivalent ne signifie pas que sa consommation est illicite tant l'alcool lors de la consommation de la boisson et il ne s'enivre pas en grande quantité[incompréhensible][Information douteuse].

« Quant au pourcentage, ne pensez pas qu'un quelconque pourcentage d'alcool dans quelque chose le rende illégal ; c'est plutôt que si le pourcentage d'alcool a un effet tel que, lorsqu'une personne ingurgite ce mélange, elle se retrouve en état d'ébriété, alors c'est illégal. Mais si ce pourcentage est vraiment très faible, sans effet, alors c'est légal. Par exemple, un pourcentage tel que 1 %, 2 % ou 3 % ne rend pas la boisson illégale. Quelques personnes ont faussement interprété le hadith qui déclare que « quoi que ce soit qui rend ivre en grande quantité, une petite quantité de cette substance est interdite » comme voulant dire que si une petite quantité d'une substance enivrante est mélangée à une grande quantité d'une substance qui ne l'est pas, alors c'est interdit. C'est une interprétation erronée du hadith. « Quoi que ce soit qui rend ivre en grande quantité, une petite quantité de cette substance est interdite » signifie que si beaucoup d'une substance provoque l'ébriété et qu'un peu de cette substance ne la provoque pas, alors en ingurgiter peu ou beaucoup sont tous deux illégaux, car si vous pouvez boire un peu sans vous enivrer, alors vous pouvez être tenté d'en boire plus et de vous enivrer. Mais si quelque chose est mélangé avec de l'alcool, mais que le contenu alcoolique est une quantité minime et n'a aucun effet, alors c'est légal et ne tombe pas sous le coup de la décision de ce hadith. »

[Information douteuse]

### Charogne
Animal qui meurt de lui-même (charogne).

### Le sang
Le sang et ses dérivés sont interdits dans l'islam (cf. sourate 5, Al-Ma'ida, verset 3).

### Le porc
La consommation de viande de porc et de produits faits à base de celle-ci est formellement interdite dans la religion islamique. L'origine de cette interdiction se trouve dans le verset 173 de la sourate 2 (Al-Baqara).

### Animaux dédiés à autre que Dieu
Un animal dédié à ou massacré au nom d'un être humain, d'un saint ou d'une autre déité qu'Allah de manière plus générale est strictement interdit.

### Méthodes d'abattage interdites
Un animal abattu selon les méthodes suivantes est interdit :
- Étranglé à mort ;
- Battu à mort ;
- Décédé à la suite d'une chute ;
- Tué en ayant été encorné ;
- Mangé par une bête sauvage.

### Autres
Tous les produits de la mer ou d'eaux douces sont halal, y compris la viande de requin.
Néanmoins, l'école de jurisprudence hanafi interdit la consommation de fruits de mer autres que le « poisson ». Les théologiens hanafi sont en désaccord sur le point de savoir si les crevettes sont des « poissons », mais conviennent que les crocodiles, les crabes, les homards et les mollusques ne le sont pas.
Certains animaux inférieurs sont considérés comme illicites, notamment les animaux terrestres sans sang, tels que les frelons, la plupart des insectes, les araignées, les scorpions, à l'exception des sauterelles. Les reptiles sont également considérés haram, y compris les caméléons, les lézards et les serpents, de même que les rongeurs (hasharat al-Ardh) tels que les souris et les rats. La viande de cheval, contrairement à celle de l'âne domestique ou des mules, est considéree licite par l'islam,. Dans le Coran, on trouve ce verset : « Et (il a créé) des chevaux, des mules et des ânes, que vous pourrez monter et utiliser pour le spectacle ; et il a créé (d'autres) choses dont vous n'avez aucune connaissance. ». Ce que certains érudits ont interprété comme limitant ces animaux à monter et à montrer et interdisant leur consommation.[Qui ?]. Les animaux prédateurs, tels que les lions et les tigres, chats, chiens, ours, et les oiseaux de proie, tels que les faucons et hiboux, sont interdits de consommation.
Selon le chiisme, le prophète islamique a interdit de manger de l'anguille et des ânes.
Les animaux métamorphosés (animaux auxquels une nation préislamique désobéissante, irrévérencieuse ou arrogante a été convertie à titre de punition, tels que les porcs et les singes) sont interdits par Mahomet.

## Certification alimentaire

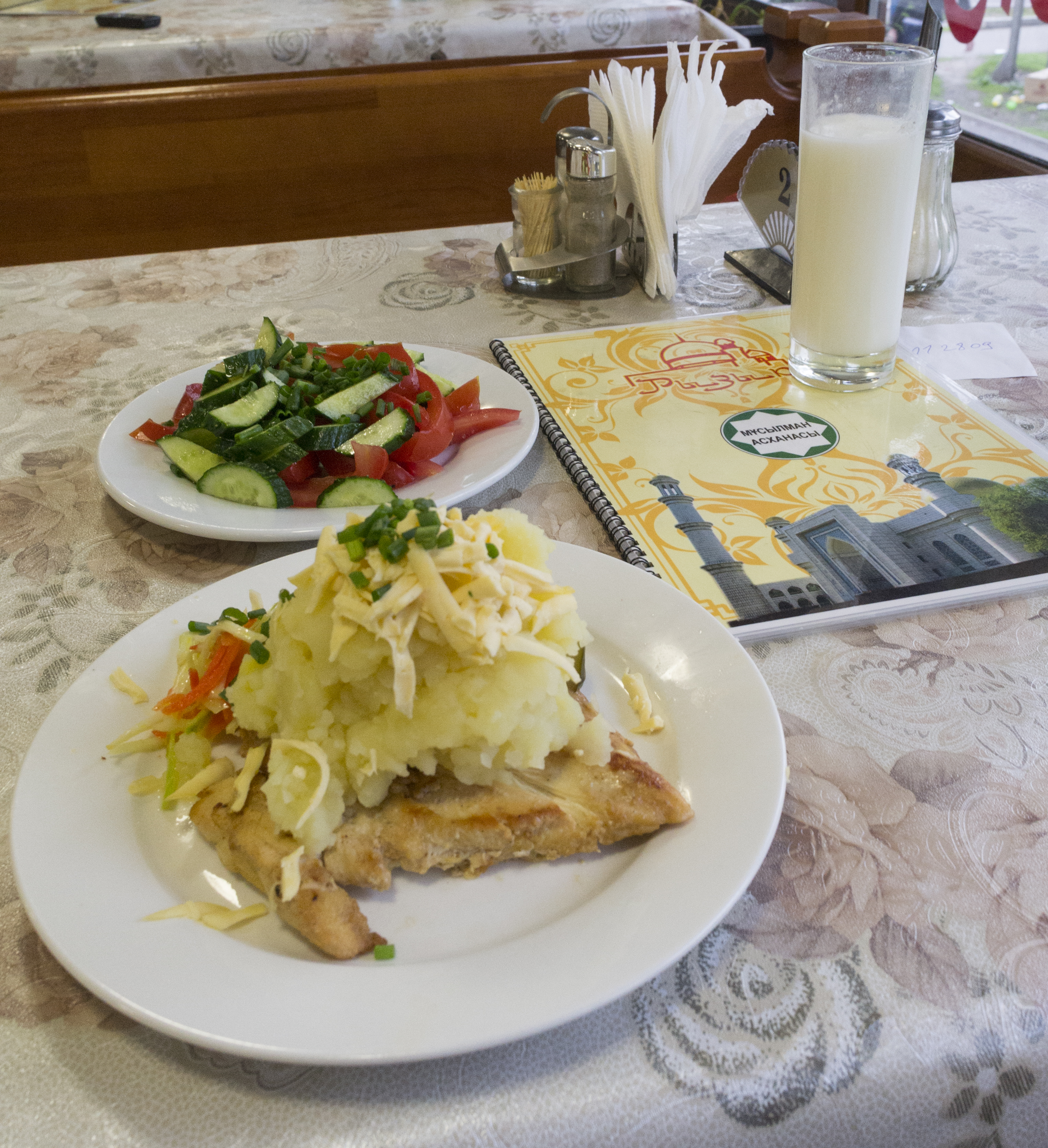
Restaurant Halal à Almaty, Kazakhstan. La yurta (pommes de terre avec viande) et le kumis sont composés d'ingrédients considérés comme halal.

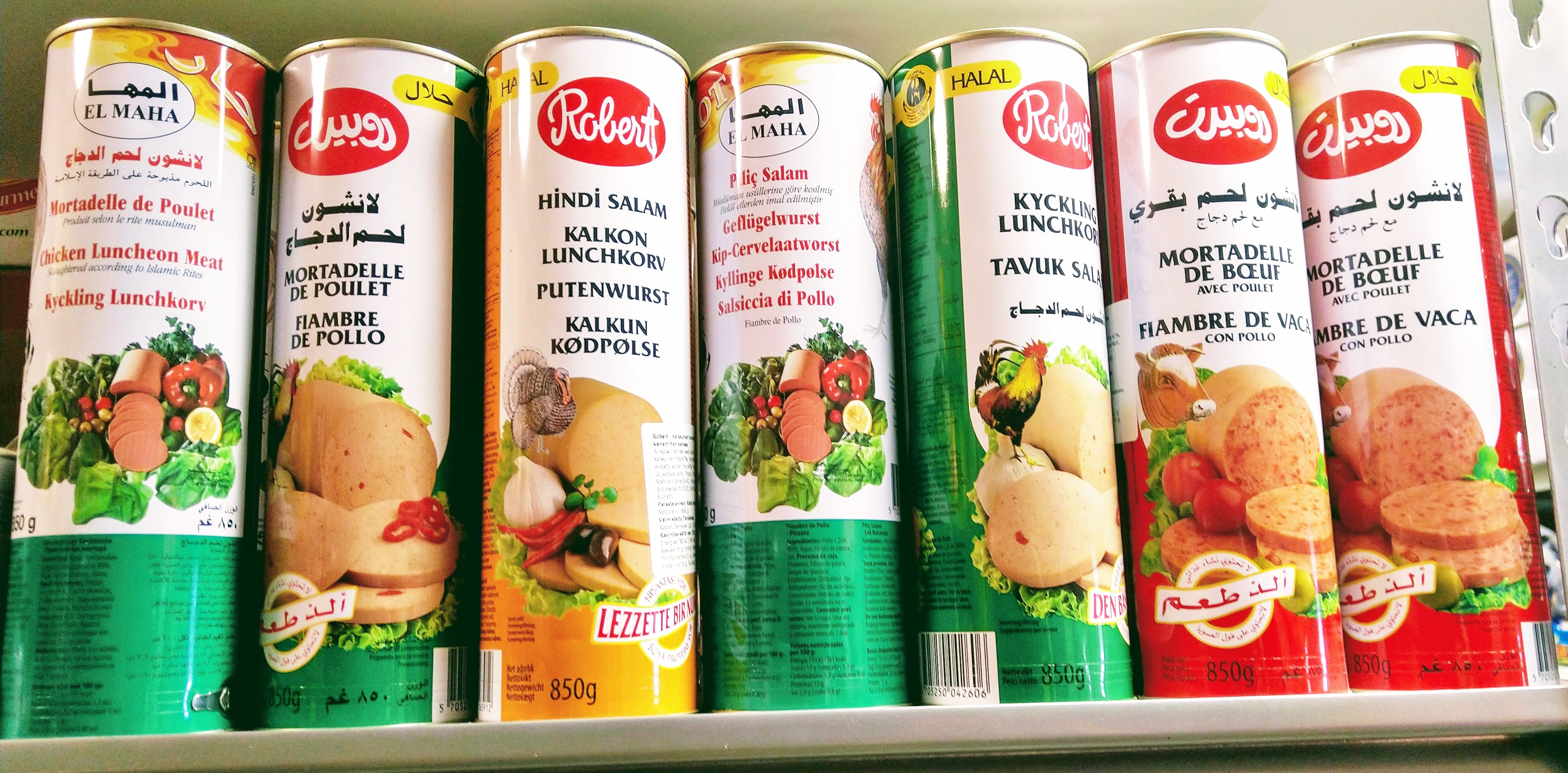
Conserves de viande halal dans une épicerie orientale.

Depuis le début du XXIe siècle, des efforts ont été déployés pour créer des organisations certifiant que les produits alimentaires sont halal pour les consommateurs musulmans aux États-Unis. Depuis 1991, certains grands fabricants de soupes, céréales, cosmétiques, produits pharmaceutiques, aliments préparés et autres produits, ainsi que d'hôtels, de restaurants, de compagnies aériennes, d'hôpitaux et d'autres prestataires de services ont conquis le marché du halal. Ces entreprises achètent des produits certifiés halal. Cela peut permettre aux entreprises d'exporter des produits dans la plupart des pays du Moyen-Orient et d'Asie du Sud-Est. Le plus ancien et le plus connu des certificateurs halal aux États-Unis s'appelle les Services islamiques d'Amérique.
En 2011, le Halal Products Certification Institute a été créé en Californie et est devenu la première société mondiale à certifier des produits de consommation halal tels que les cosmétiques, les produits de soins personnels, les parfums et les parfums. L'institut a été créé par des intellectuels islamiques et des scientifiques musulmans pour assurer la diffusion des produits de consommation halal.
En Europe, plusieurs organisations ont été créées au cours des vingt dernières années afin de certifier les produits halal. Une enquête récemment publiée par une association française de consommateurs musulmans (ASIDCOM) montre que le marché des produits halal s'est développé de manière chaotique en Europe. Les organismes de certification européens ne disposent pas d'une définition commune du terme halal, ni de procédures de contrôle et de traçabilité convenues. Les contrôles mis en place par chaque agence sont tous très différents : ils peuvent aller d'un audit annuel de l'abattoir à la vérification de chaque production avec des contrôles permanents en place et une surveillance indépendante permanente.
Certains animaux et certaines manières de mourir ou de se préparer peuvent rendre certaines choses difficiles à manger, à savoir des aliments et des boissons tabous. Ceux-ci incluent ce qui est considéré comme des animaux impurs, tels que les porcs ou des animaux malades.
En Afrique du Sud, la plupart des produits à base de poulet ont un timbre halal. L'autorité nationale sud-africaine halal (SANHA) délivre des certificats et les produits portant ce logo vont de l'eau, des snacks et même des produits sans viande (pouvant contenir des ingrédients non halal). L'Autorité nationale halal sud-africaine autorise également l'utilisation du logo Halal dans les restaurants dans lesquels la nourriture est halal, en plus de ne pas servir d'alcool ni de produits à base de viande de porc.

## Disponibilité de la nourriture halal dans les régions non islamiques
De nombreux plats apparemment sans viande, et même certains desserts, contiennent du porc, comme la plupart des types de gélatine, ou d'autres substances non conformes. Certains additifs alimentaires, tels que le glutamate monosodique (MSG), peuvent utiliser des enzymes dérivées de la graisse de porc dans le processus de production. Il est difficile d'éviter de tels additifs au restaurant, car ils ne figurent généralement pas sur les menus du restaurant. Certaines organisations musulmanes établissent des tableaux de ces additifs.   
On estime actuellement que le marché halal représente 20 % du commerce mondial des produits alimentaires et est en croissance. Les entreprises d'Europe et d'Amérique du Nord qui souhaitent accéder au marché en croissance du halal doivent faire certifier leurs produits consommables halal. Le Global Halal Institute a établi une liste de certificateurs halal approuvés par la plupart des pays musulmans et assortis de restrictions alimentaires à l'importation.

### États-Unis
La première société américaine de nourriture halal approuvée par le Département de l'Agriculture des États-Unis (USDA) est Midamar Corporation. La société a commencé à produire du bœuf halal, du poulet, de l'agneau et du dindon pour la consommation nationale et internationale en 1974. Elle est basée à Cedar Rapids, dans l'Iowa, qui abrite l'une des plus anciennes communautés musulmanes et la plus ancienne mosquée d'Amérique[réf. nécessaire].

### Canada
La chaîne Popeye's Chicken en Ontario n'est généralement pas certifié halal (selon l'emplacement). Cependant, en 2012, un différend juridique a éclaté entre un groupe de 14 franchisés musulmans et la chaîne au sujet de la décision de l'entreprise d'utiliser des oiseaux abattus à la machine. Les quatorze points de vente de la région de Toronto utilisent plutôt des oiseaux halal abattus à la main et poursuivent la société en justice afin d'être autorisés à continuer à le faire.

### Trinité-et-Tobago
La nourriture halal est habituellement disponible à Trinité-et-Tobago. Cependant, tous les établissements de restauration rapide et les magasins de volaille ne sont pas certifiés halal[réf. souhaitée].

### Europe et Asie
Au Royaume-Uni, en Chine, en Indonésie, en Malaisie et à Singapour, les restaurants de poulet frit halal possédant des milliers de points de vente servent des aliments halal, tels que les complexes Adenya Beach Halal, Kentucky Fried Chicken, Nando's, Brown's Chicken et Crown Fried Chicken. À partir de février 2009, les restaurants Kentucky Fried Chicken au Royaume-Uni ont commencé à vendre des plats halal dans plusieurs restaurants.

## Voir également
- Halal
- Makruh